# Gran Armenia

Concepto de la Gran Armenia. (en verde)

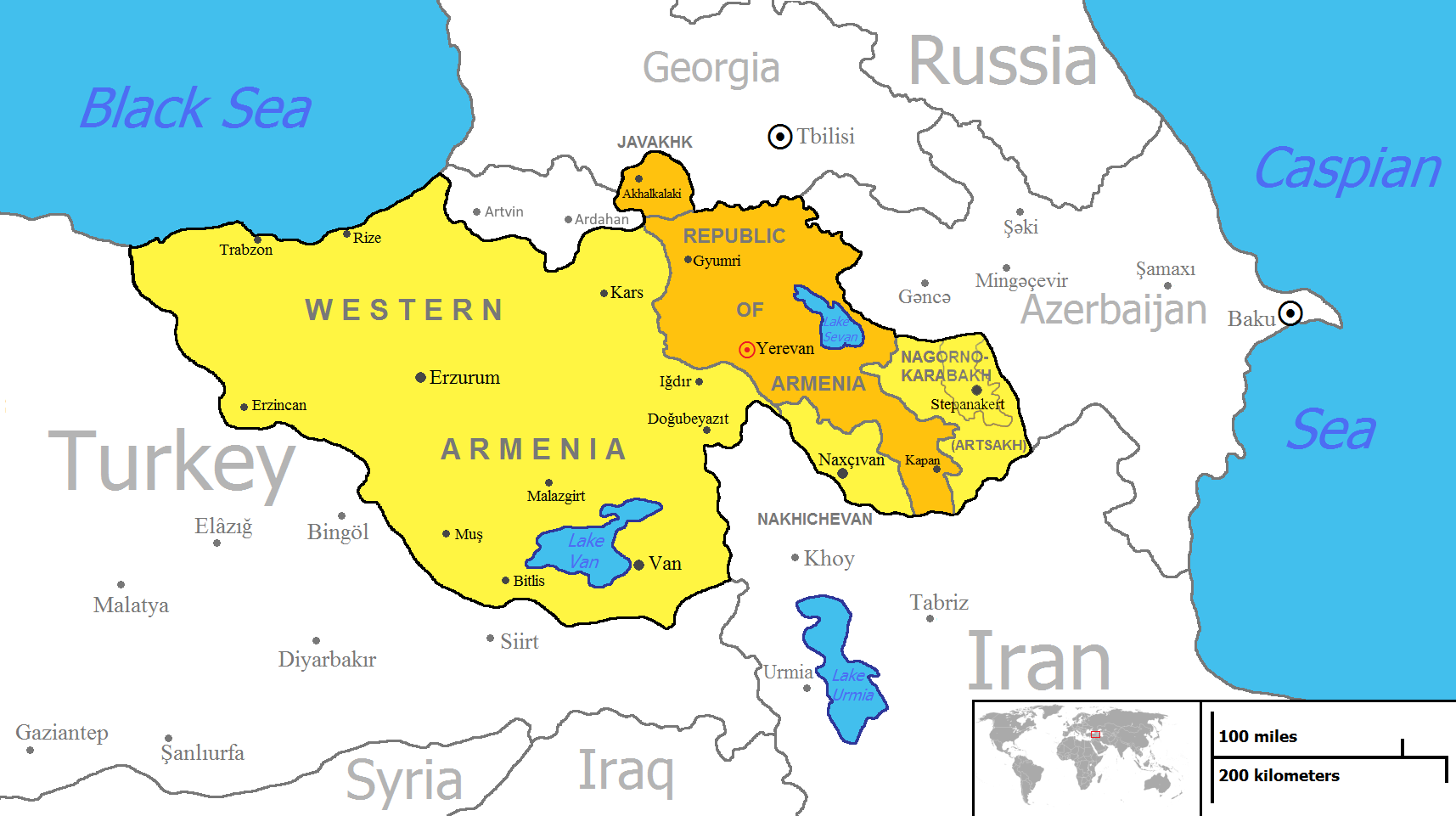
Mapa del concepto moderno de la Gran Armenia.

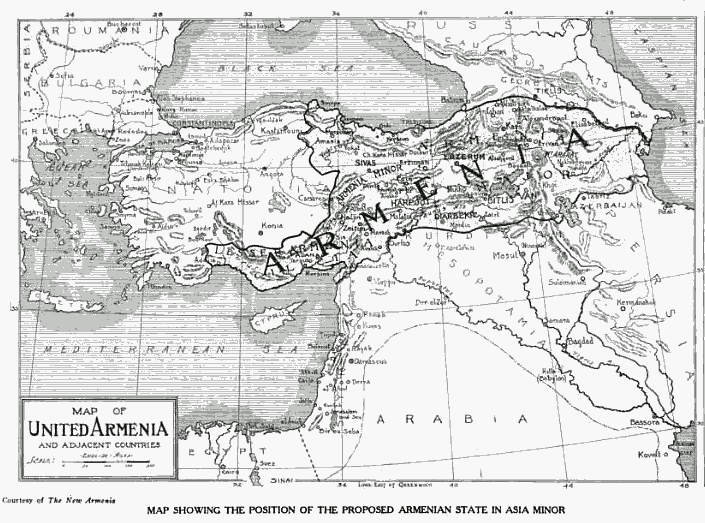
Mapa de la Gran Armenia.

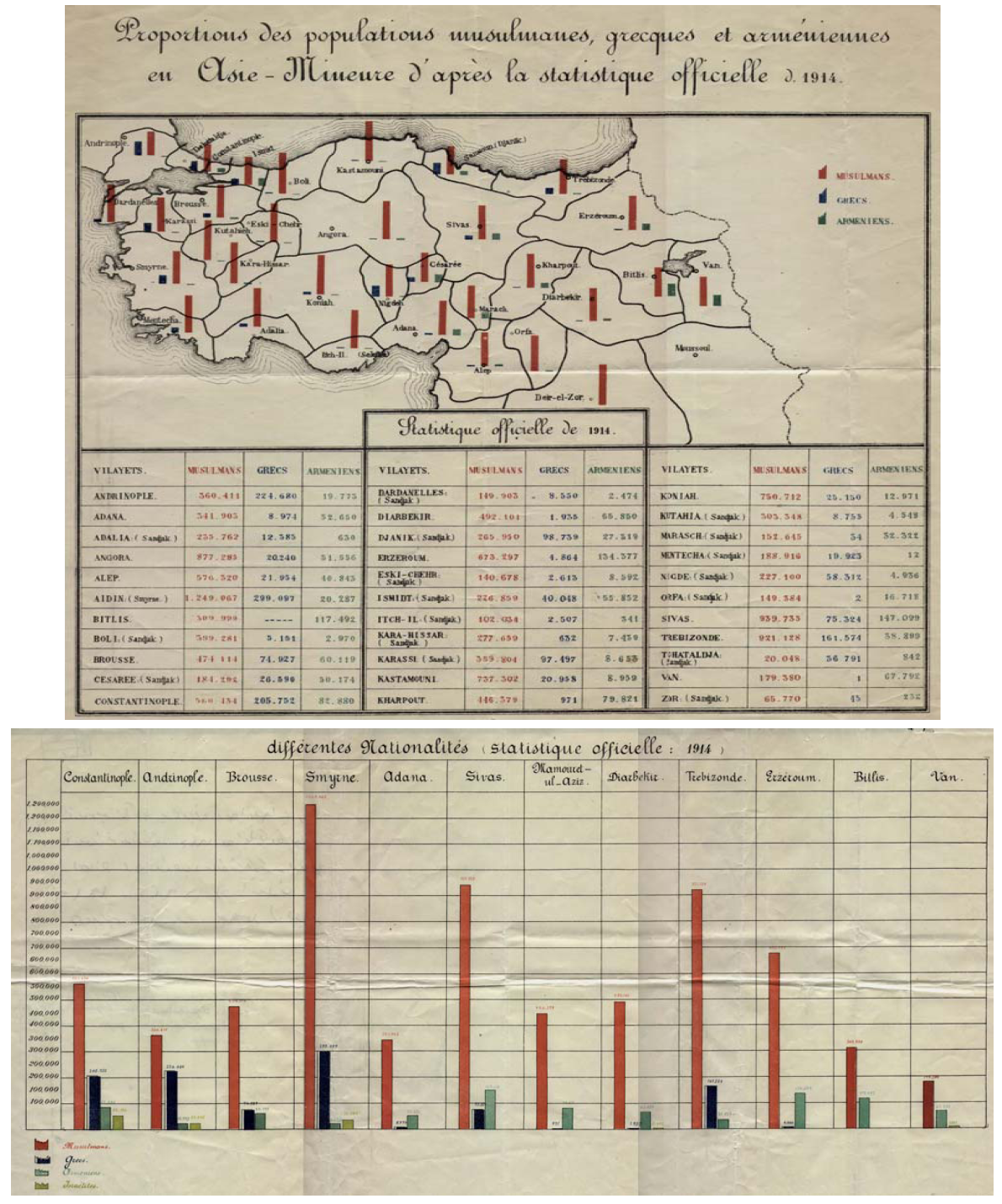
Proporciones de población de armenios en Turquía en 1914.

Gran Armenia o Armenia Unida (en armenio: Միացյալ Հայաստան) es un estado reclamado por los armenios de Rusia y Turquía,[cita requerida] que tuvo su plasmado jurídico en el Tratado de Sèvres de 1920 por el que el Imperio otomano y los Aliados ajustaron la paz, y en el laudo arbitral del presidente de Estados Unidos sobre los límites del estado, pero que nunca llegó a existir sobre el terreno.
El gobierno ruso de Armenia quedó en poder de un consejo nacional en 1917. Se formó la República Federal de Transcaucasia dentro de Rusia en la que participaron Armenia, Georgia y Azerbaiyán.
En marzo de 1918 el Tratado de Brest-Litovsk, por el que Rusia dejaba la guerra, cedía al Imperio otomano los distritos de Batum, Kars y Ardahan. Transcaucasia no aceptó la cesión de territorios que pertenecían a su jurisdicción y el 22 de abril de 1918 declaró su independencia de Rusia. Pero los turcos ocuparon los distritos cedidos y aún avanzaron hacia Azerbaiyán. Armenia acusó a la federación de no haberla ayudado, pues el gobierno azerí de Gandja incluso se había aliado a los turcos para combatir a los comunistas de Bakú. Armenia abandonó la federación el 22 de mayo de 1918 y a las pocas horas lo hizo Georgia. La federación quedó formalmente disuelta el 26 de mayo de ese mismo año, surgiendo así la República Democrática de Armenia.
Con la derrota otomana en la Primera Guerra Mundial, y tras el armisticio de Mudros el 30 de octubre de 1918, los británicos se desplegaron en la región, favoreciendo a los armenios a los que entregaron Kars y Ardahan, arrebatadas a los turcos a mediados de 1919. Desde este momento los armenios de Turquía (en cuyas regiones podía operar el ejército británico) y los de Armenia establecieron una delegación conjunta para las conversaciones de paz, con el fin de lograr la reunificación de los territorios armenios o de población armenia en un solo estado que se llamaría Gran Armenia.
El tratado de Sèvres (1920) confirmó el reconocimiento jurídico de este estado, pero los nacionalistas turcos se rebelaron y avanzaron por los territorios armenios[cita requerida] de Anatolia Oriental, penetrando finalmente en territorio de la República Democrática de Armenia. Armenia sufrió entonces el ataque simultáneo de la RSS de Azerbaiyán, donde los comunistas habían tomado el poder, y que actuaban en pinza con los turcos. En septiembre de ese año Armenia tuvo que efectuar importantes renuncias en el este del país a favor de Azerbaiyán, en un intento para combatir únicamente contra los turcos. Pero a pesar de todo los turcos siguieron su avance y tomaron Alexandropol o Gyumri (Gumru) a finales de año, firmándose el Tratado de Gümrü que ponía fin a la guerra y al sueño armenio. Kars, Ardahan y todos los distritos armenios de Anatolia que el Tratado de Sèvres asignaba a Armenia territorios en posesión de Turquía, lo que se complementaba con la pérdida de los territorios de Zangezur y Alto Karabag ante Azerbaiyán y la creación con apoyo turco y bajo influencia de Azerbaiyán, de la República Soviética de Najicheván, dejando muy reducido el territorio de Armenia. El laudo del presidente estadounidense sobre las fronteras de la Gran Armenia no tuvo efectividad alguna pues fue emitido cuando ya los turcos habían ocupado las regiones asignadas.[cita requerida]